# آلیپاشینو پولیه
آلیپاشینو پولیه (بوسنیایی: Alipašino polje) یک منطقهٔ مسکونی در بوسنی و هرزگوین است که در فدراسیون بوسنی و هرزگوین واقع شده‌است.